# Korczyna (województwo podkarpackie)
Korczyna – wieś w Polsce, położona w województwie podkarpackim, w powiecie krośnieńskim, w gminie Korczyna. Leży ok. 5 km na północny wschód od Krosna. Miejscowość jest siedzibą gminy Korczyna.
Korczyna uzyskała lokację miejską w 1516 roku, ale nie została ona zrealizowana, ponowna lokacja w 1785. W latach 1878–1934 Korczyna posiadała prawa miejskie. W latach 1954–1972 wieś należała i była siedzibą władz gromady Korczyna. W latach 1975–1998 miejscowość administracyjnie należała do województwa krośnieńskiego.

## Części wsi
| SIMC    | Nazwa                 | Rodzaj    |
| ------- | --------------------- | --------- |
| 0354790 | Burkot                | część wsi |
| 0354809 | Doliny                | część wsi |
| 0354815 | Doły                  | część wsi |
| 0354821 | Dół                   | część wsi |
| 0354838 | Dział                 | część wsi |
| 0354844 | Górna Wieś            | część wsi |
| 0354850 | Górna Wieś od Mostu   | część wsi |
| 0354867 | Korzenica             | część wsi |
| 0354873 | Leszczyna             | część wsi |
| 0354880 | Łazy                  | część wsi |
| 0354896 | Łysa Góra             | część wsi |
| 0354904 | Mroczki               | część wsi |
| 0354910 | Niebylec              | część wsi |
| 0354927 | Nowy Gościniec        | część wsi |
| 0354933 | Olszyny               | część wsi |
| 0354940 | Podzamcze Korczyńskie | część wsi |
| 0354962 | Rynek                 | część wsi |
| 0354956 | Rzeki                 | część wsi |
| 0354979 | Sporne                | część wsi |
| 0354985 | Stary Gościniec       | część wsi |
| 0354991 | Stawki                | część wsi |
| 0355000 | Śmierdziączka         | część wsi |
| 0355016 | Zagórze               | część wsi |
| 0355022 | Załęże                | część wsi |
| 0355039 | Zawiśle               | część wsi |
| 0355045 | Zwierzeń              | część wsi |

## Historia

Historyczny herb miejscowości

Pierwsze wzmianki o miejscowości znajdują się w dokumentach lokacyjnych Władysława Jagiełły z XIV wieku (1392). Wieś została założona na podstawie prawa magdeburskiego w wyniku saskiej (zob. Głuchoniemcy) akcji kolonizacyjnej pod nazwą Kotkenhau. Przypuszcza się, że nazwa miejscowości oznaczała pierwotnie „piękne błota” (Kothschoen) bądź wywodzi się od czasownika „karczować” (niemiecka nazwa lokacyjna Kotkenhau), gdyż tereny otaczające Korczynę w znacznej części pokryte są lasami. Granicząca z Korczyną niemiecka wieś Palversee Palve, Heide (nast. Białobrzegi), etymologicznie oznacza właśnie teren pokryty krzakami, wrzosowisko.
Od 1340 ziemia sanocka, od 1434 województwo ruskie.

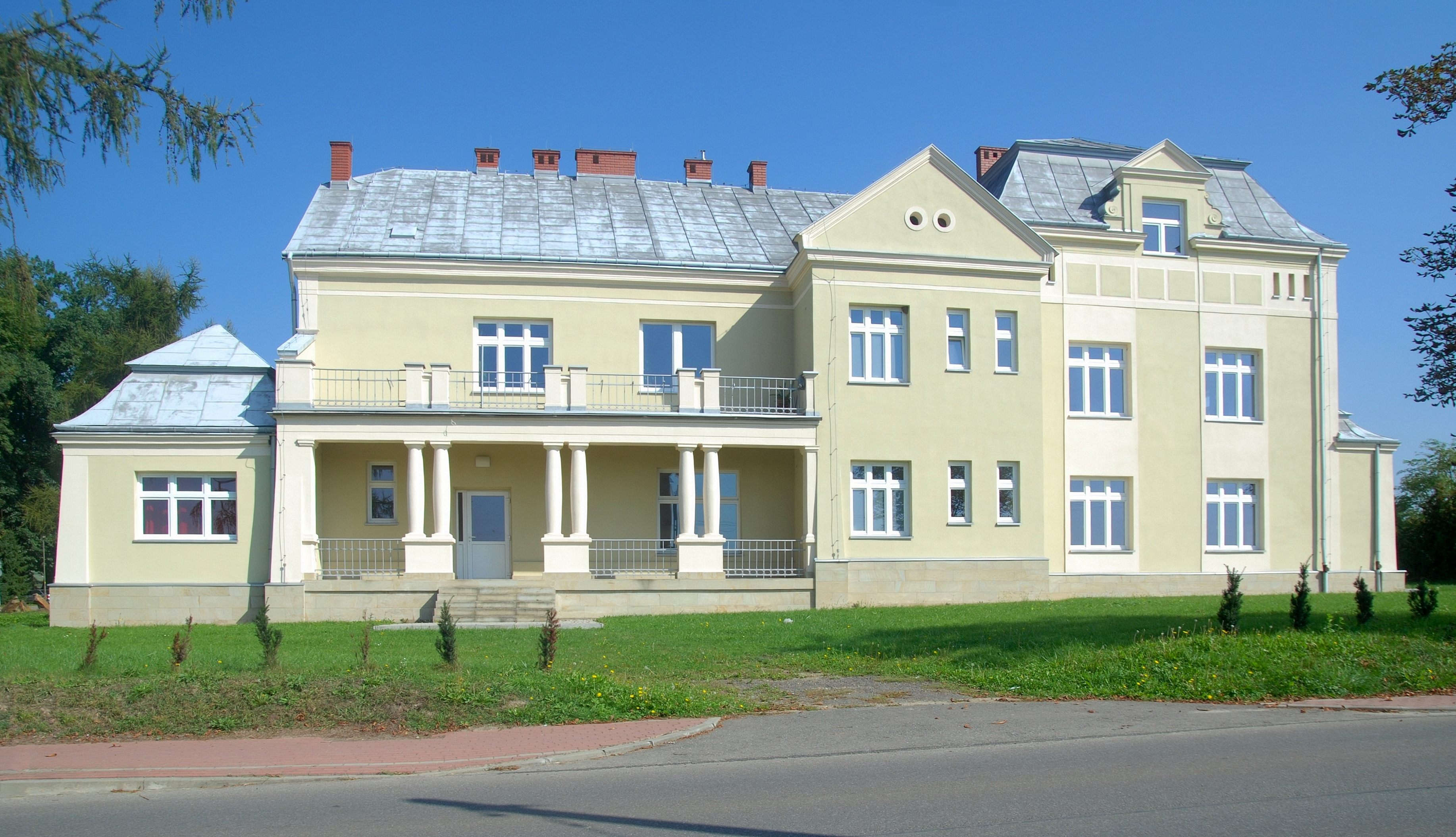
Dwór Szeptyckich
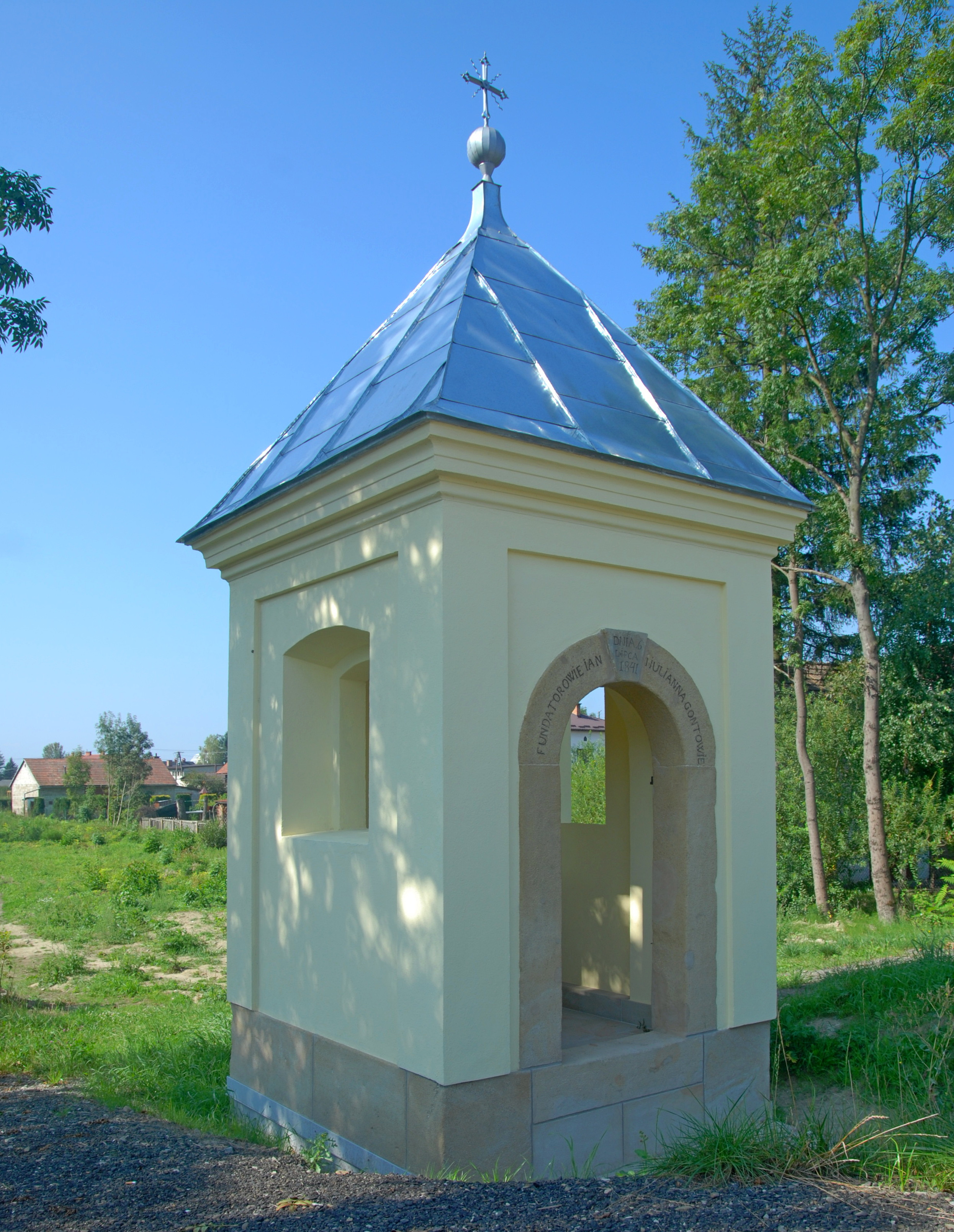
Zabytkowa kaplica
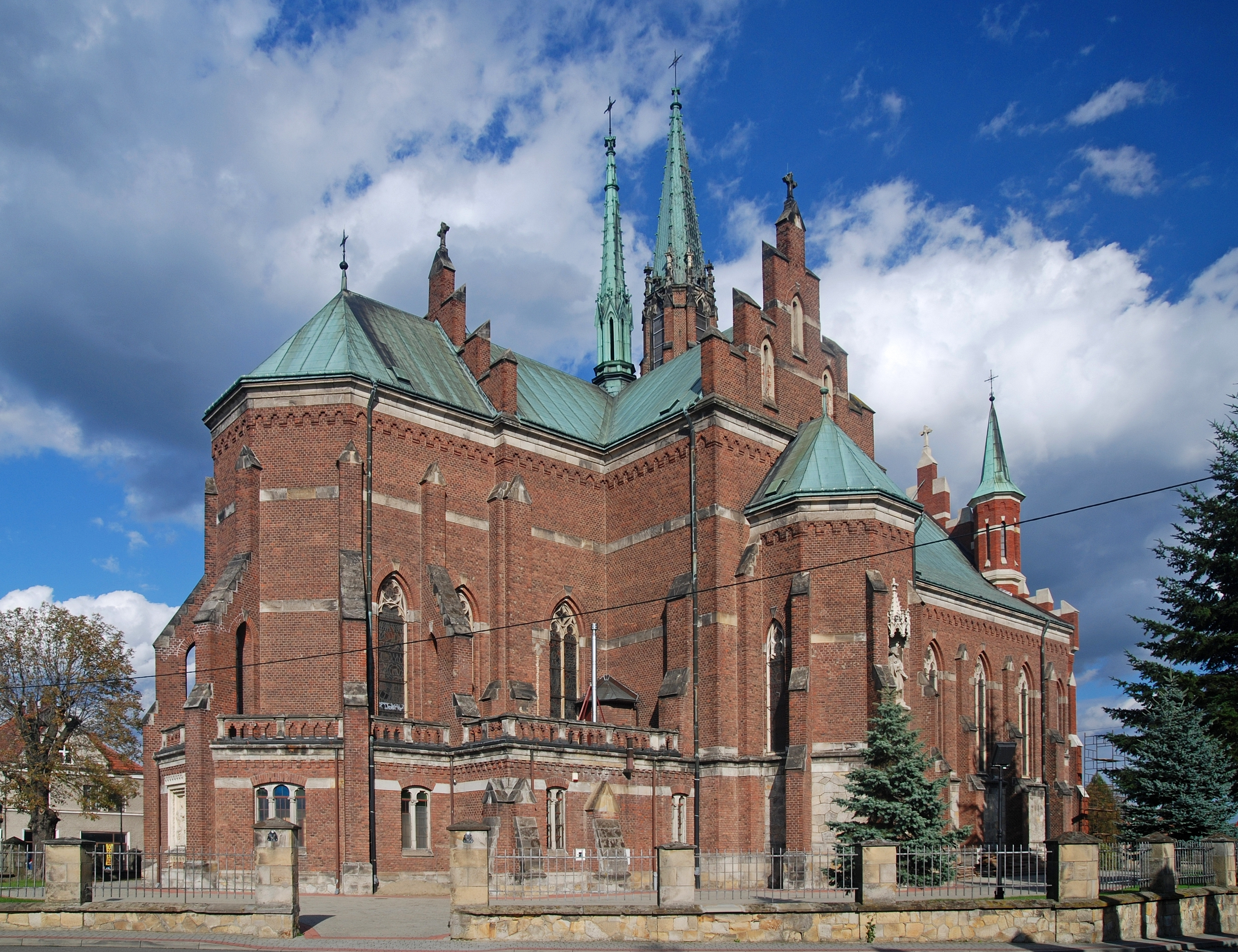
Zabytkowy kościół parafialny

Wymieniana w dokumentach z roku 1397 Korczyna wskutek królewskiego nadania przynależała do Klemensa z Moskorzewa, który od nazwy pobliskiego zamku Kamieniec przybrał nazwisko Kamieniecki. Po rządach jego synów, pod koniec XVI w., przeszła w ręce Seweryna Bonera, by następnie przejść najpierw na własność rodu Firlejów, a potem Scypionów. W wyniku ślubu Magdaleny Scypionówny właścicielami Korczyny stał się ród Jabłonowskich.
Córka Jana Jabłonowskiego – Zofia Jabłonowska Skarbkowa – po unieważnieniu pierwszego małżeństwa wyszła powtórnie za mąż za Aleksandra Fredrę, znakomitego komediopisarza tamtego okresu. Ślub odbył się 8 czerwca 1826 roku w korczyńskim kościele parafialnym. Ich córka wyszła za mąż za Jana Kantego Szeptyckiego, wywodzącego się z ruskich bojarów. Ostatnim właścicielem Korczyny był Stanisław Szeptycki (1867–1950) – generał armii austriackiej, dowódca Legionów Polskich w l. 1916–1917, w 1923 r. minister spraw wojskowych, u którego w okresie II wojny światowej do czasu wybuchu powstania warszawskiego przebywał hr. Adam Ronikier.
We wsi na dużą skalę rozwinęła się obróbka lnu i płóciennictwo. Pod koniec XVIII w. Ewaryst Andrzej, hr. Kuropatnicki w swym "Opisaniu królestw Galicyi i Lodomeryi" podawał: Korczyna. Wieś długa osiadła, domu hrabiów Jabłonowskich; fabryką płócien, (...) obrusów sławna i handlem wielkim płótnami do Węgier. W 1882 powstało w Korczynie „Towarzystwo Tkaczy” zrzeszające ponad 1000 wytwórców, a w 1887 została założona szkoła tkacka. W latach 90. młody miejscowy nauczyciel, Jan Szczepanik, odwiedzał tutaj miejscowe warsztaty zapoznając się z tkactwem, co w następnych latach pozwoliło mu dokonać szeregu wynalazków i udoskonaleń w technologii produkcji tkanin. Na przełomie XIX i XX w. Korczyna przeżywała okres znacznego rozwoju ze względu na tutejsze płótna, które znane były wówczas w całej Galicji, a nawet poza jej granicami.
W czasie II wojny 8 września 1939 r. tu zginęli w potyczce ze zmotoryzowanym oddziałem Niemców (z 1 Dywizji Górskiej gen. Kublera) polscy żołnierze z 2 Brygady Górskiej pod dowództwem płk Aleksandra Stawarza (wchodzącej w skład Grupy Operacyjnej „Jasło”, w Armii Karpaty), wycofującej się z Gorlic i Jasła.
Podczas okupacji hitlerowskiej, w listopadzie 1941 roku Niemcy utworzyli getto dla żydowskich mieszkańców. Przebywało w nim około 700 Żydów. 12 sierpnia 1942 roku 294 osoby rozstrzelano w lesie w Warzycach, część została zamordowana w Woli Jasienickiej, pozostałych wywieziono do obozu zagłady Bełżcu i tam zamordowano. 

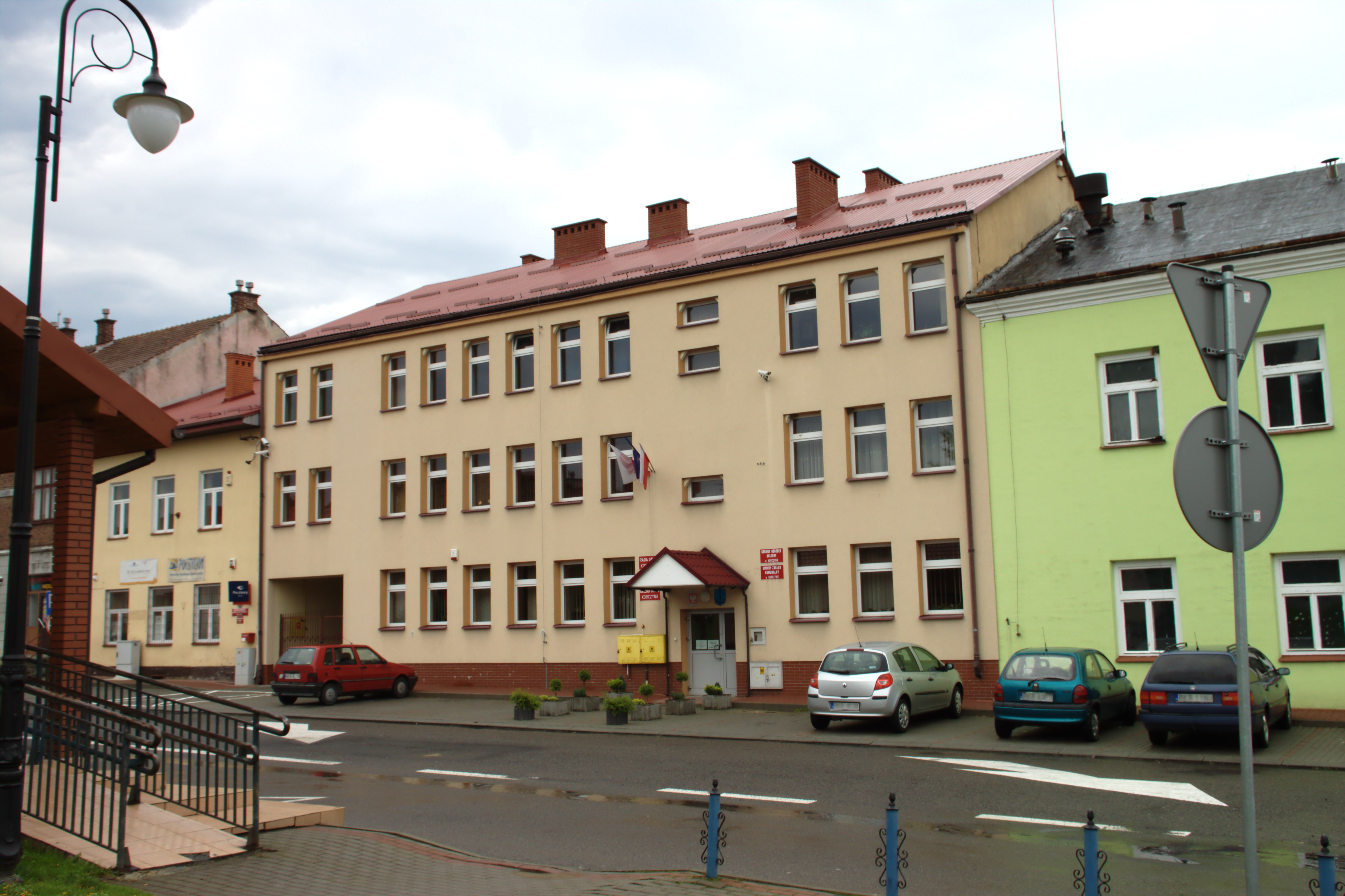
Budynek Udzędu Gminy
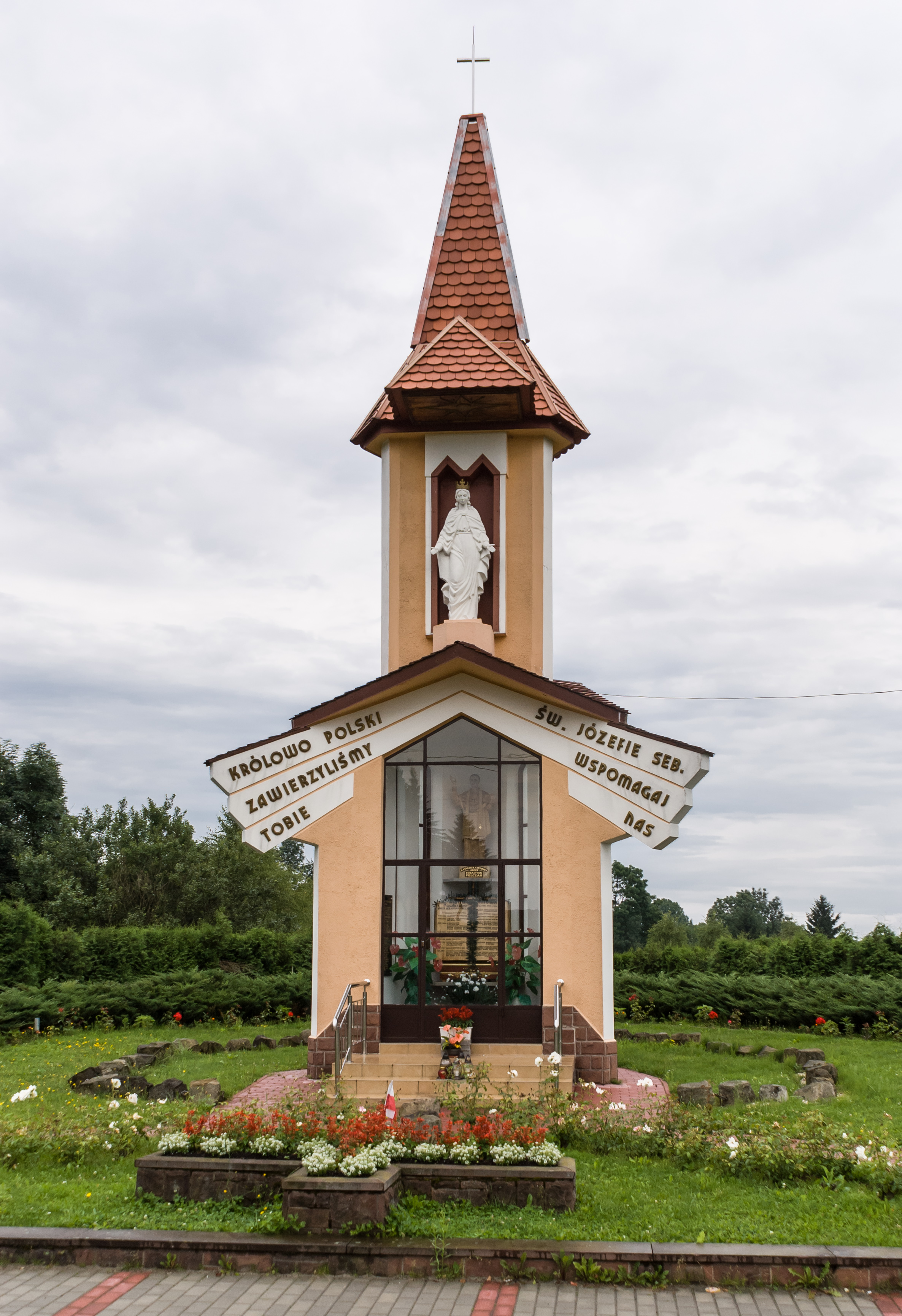
Kapliczka św. Józefa Sebastiana Pelczara
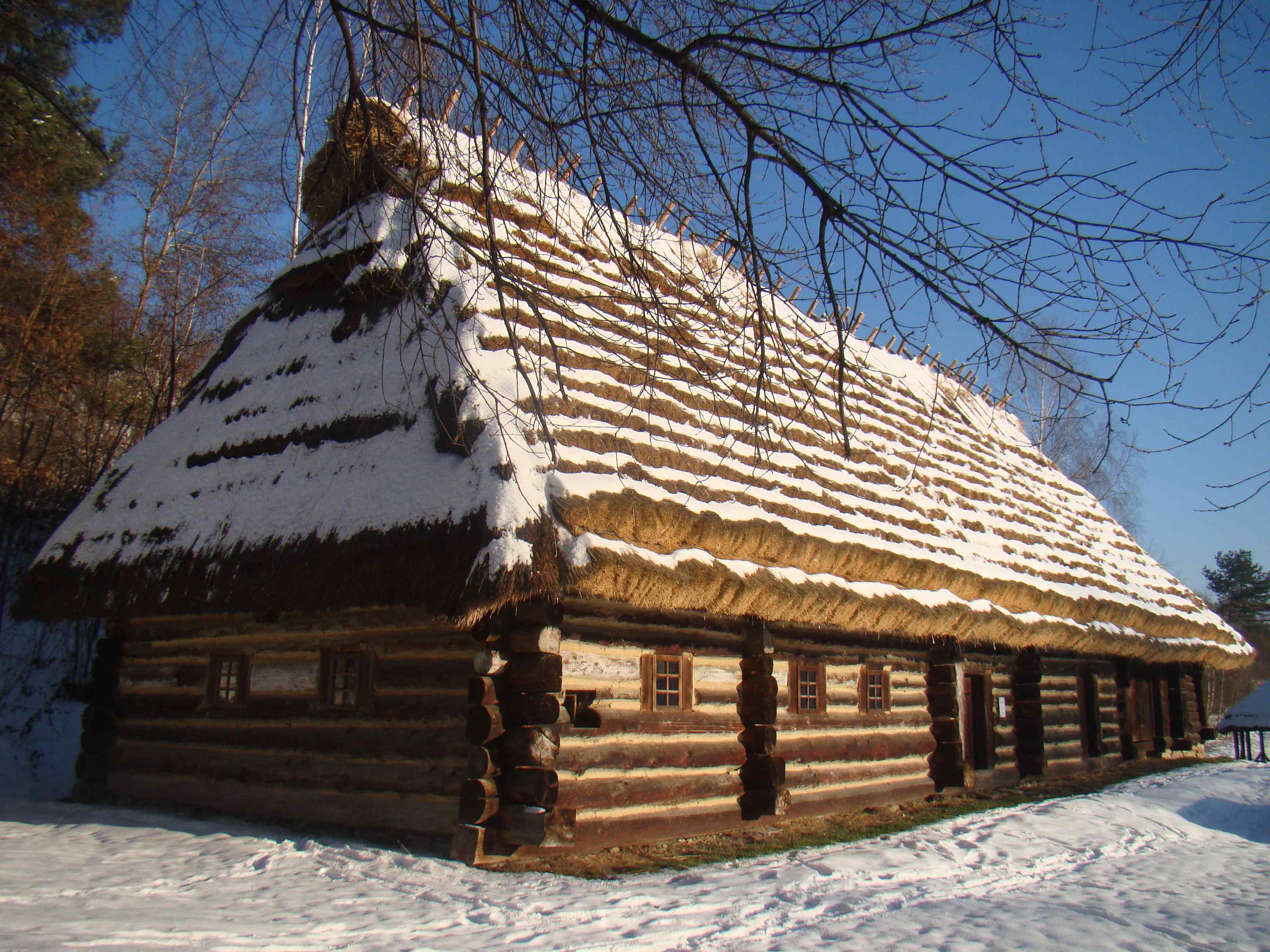
Dawna zabudowa okolic Korczyny, chałupa tkacka z roku 1790, przeniesiona do skansenu w Sanoku

## Zbrodnie niemieckie w Korczynie
- Od listopada 1941 r. do 12 sierpnia 1942 r. Niemcy rozstrzelali ok. 80 osób, głównie pochodzenia żydowskiego, z getta w Korczynie.
- 29 lipca 1944 r. hitlerowcy spacyfikowali Korczynę i rozstrzelali 60 osób, nie oszczędzając kobiet i dzieci, prawdopodobnie za owacyjne witanie oddziałów radzieckich, które później się wycofały. Spalono 72 gospodarstwa[10]. Niemcy pod dowództwem kpt. SS Heoniga niszczyli wieś rakietami zapalającymi, wystrzeliwanymi z samolotów i czołgów.

## Sport
- Kotwica Korczyna – klub piłkarski występujący w krośnieńskiej Klasie Okręgowej
- Stowarzyszenie Sportowe „Prządki-Ski”

## Współczesność
21 czerwca 2009 r. odbyły się konsultacje społeczne w sprawie wystąpienia o przywrócenie Korczynie statusu miasta. W głosowaniu przy frekwencji wynoszącej ok. 35%, przeciwko ponownemu nadaniu Korczynie praw miejskich wypowiedziało się 71% głosujących.

## Kościoły
- Kościół parafialny pw. Najświętszej Maryi Panny Królowej Polski
- Kościół dojazdowy pw. Nawiedzenia Najświętszej Maryi Panny
- Kościół dojazdowy pw. św. bp. Józefa Sebastiana Pelczara – wybudowany w sąsiedztwie zamku Kamieniec. Pierwotnie zamierzano tu odtworzyć Porcjunkulę z Asyżu i upamiętnić osobę św. Jana z Dukli, w rachubę wchodził również tytuł Zmartwychwstania Pańskiego. W mury kościoła włączono XV stację drogi krzyżowej. Kościół ma 18 m długości i 9,5 metra szerokości. Swoją strukturą materiałową i ujęciem architektonicznym nawiązuje do murów zamku Kamieniec[11].
- Kaplica domowa Zgromadzenia Służebnic Najświętszego Serca Jezusowego – Starowiejskich
- Kaplica pw. Podwyższenia Krzyża Świętego w domu księży emerytów Emaus
- Kaplica zamku niższego-korczyńskiego

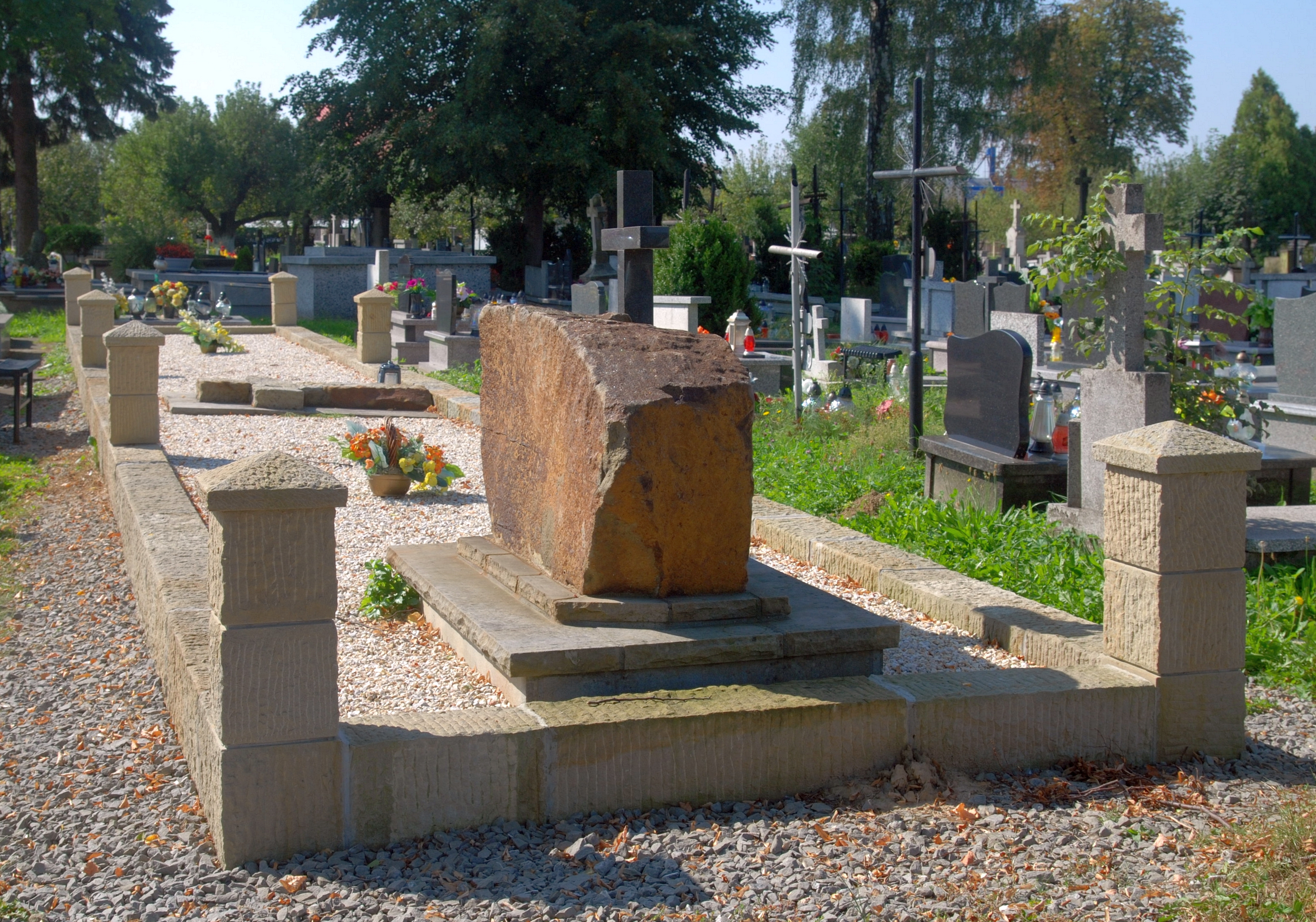
Cmentarz z I wojny światowej, mogiła południowa na nowym cmentarzu
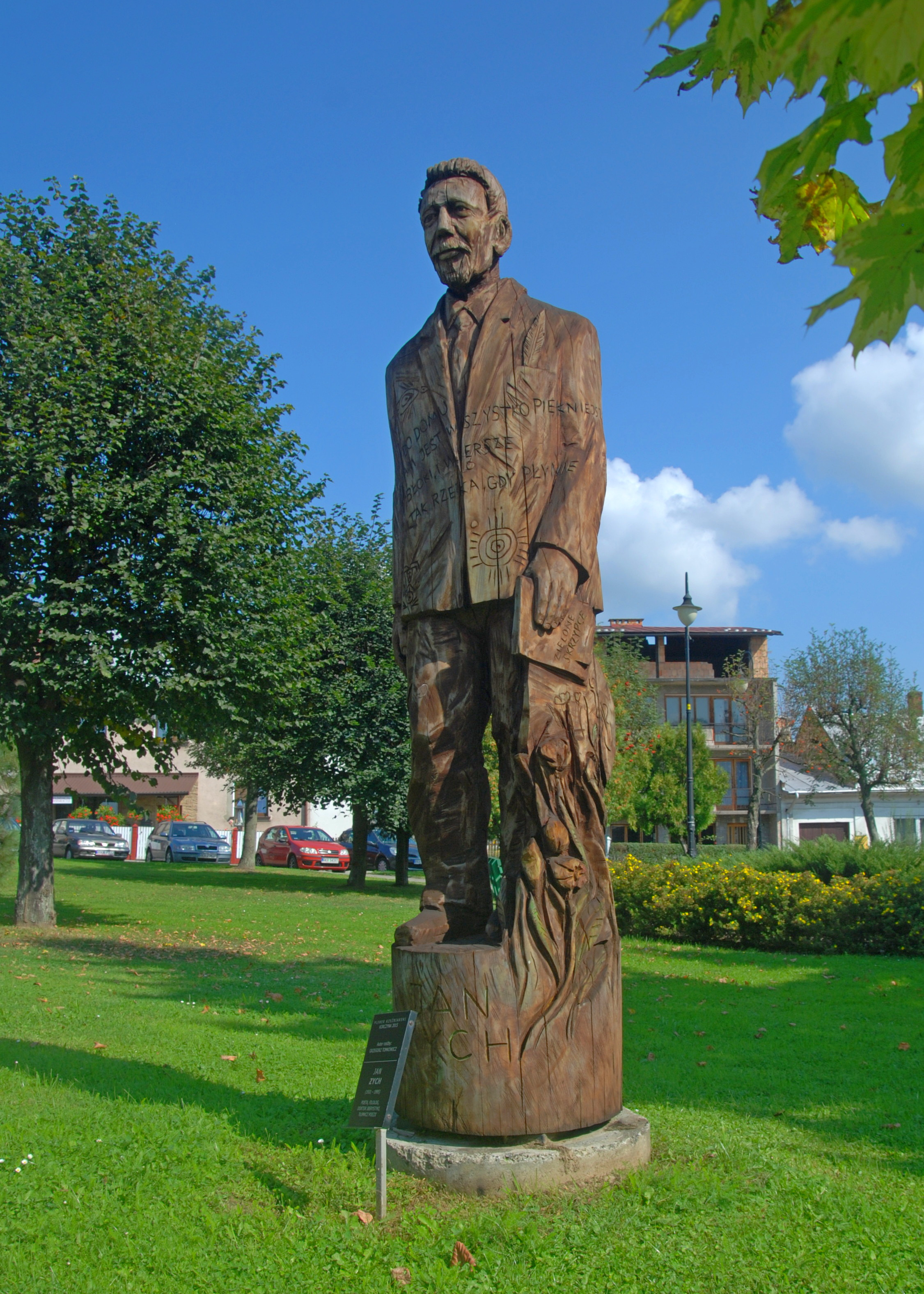
Jan Zych
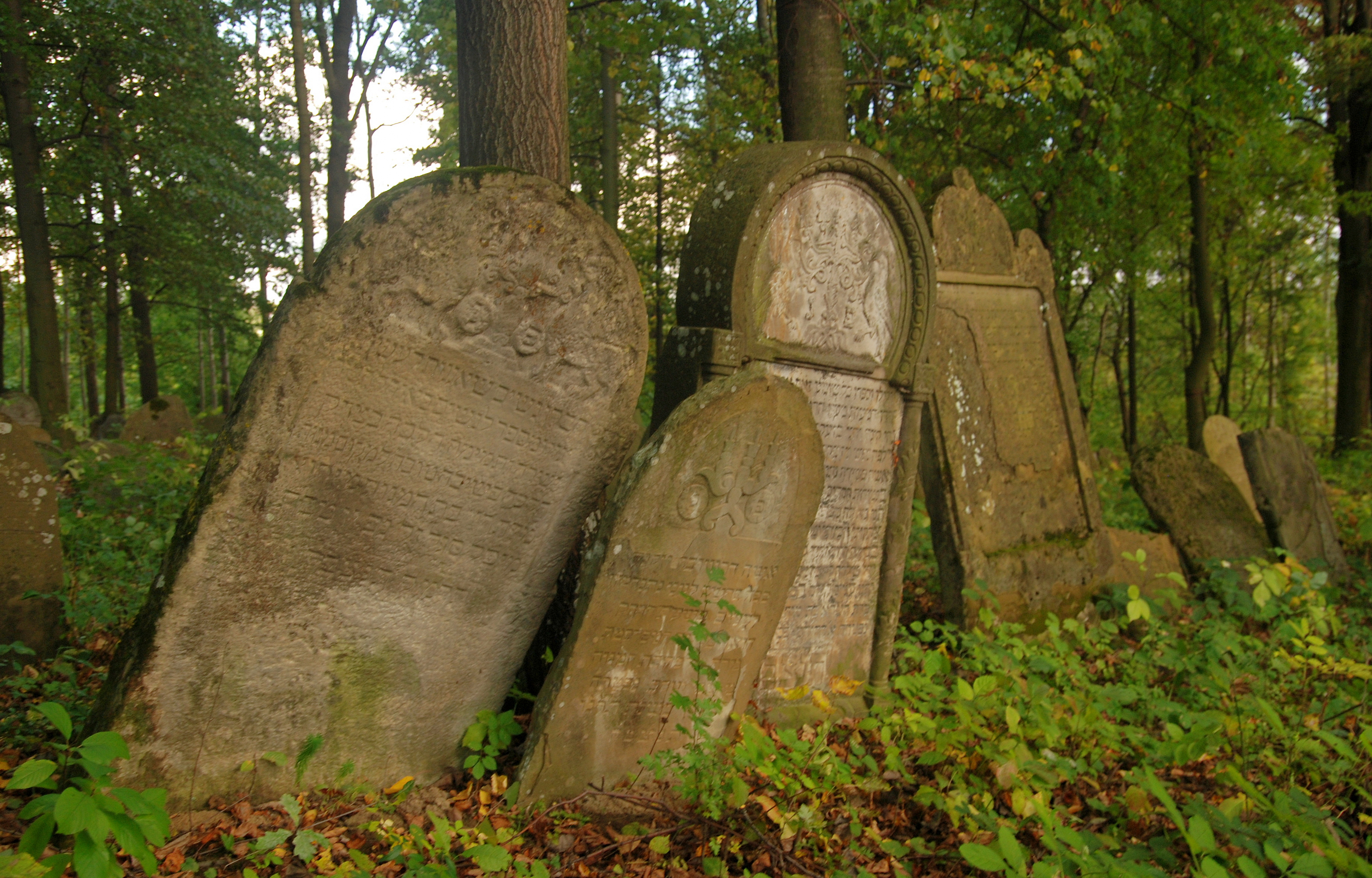
Zabytkowy cmentarz żydowski

## Zabytki, obiekty historyczne i inne
- Neogotycki kościół parafialny pw. św. Matki Boskiej Królowej Polski
- Rezerwat przyrody Prządki
- Ruiny zamku Kamieniec, który stał się pierwowzorem zamku Cześnika i Rejenta w komedii Aleksandra Fredry Zemsta
- Wodospad Trzy Wody
- Dąb Poganin
- Cmentarz żydowski położony w przysiółku Burkot. W czasach Holocaustu na terenie nekropolii dokonywano masowych egzekucji. Do dziś zachowało się kilkaset nagrobków.
- Trzy cmentarze wojenne z I wojny światowej
- Plenerowa Droga Krzyżowa (zbudowana w 2000 r.) ze stacjami Męki Pańskiej (można nią przejść z centrum Korczyny przez Łysą Górę do zamku Kamieniec).
- Wyciąg narciarski Czarnorzekiski

## Osoby związane z miejscowością
- Mikołaj Kamieniecki (1460–1515) – właściciel Korczyny w latach 1488-1515,
- Józef Władysław Abratowski (ur. 11 stycznia 1891, zm. w kwietniu 1940 w Katyniu) – polski prawnik i kapitan Wojska Polskiego. Ofiara zbrodni katyńskiej,
- Józef Sebastian Pelczar (1842–1924) – urodzony w Korczynie, biskup przemyski i święty Kościoła Katolickiego,
- Stanisław Szeptycki (1867–1950) – pochowany w Korczynie, hrabia, generał major Cesarskiej i Królewskiej Armii, generał broni Wojska Polskiego, ostatni właściciel Korczyny,
- Jan Szczepanik (1872–1926) – wynalazca, zwany „polskim Edisonem”, w XIX w. był nauczycielem w korczyńskiej szkole,
- Józef Trznadel (1883–1944) – urzędnik,
- Kamil Bogacki (1884–1959) – osobisty lekarz Józefa Piłsudskiego,
- Franciszek Zych (1853-1934) - urodzony w Korczynie nauczyciel i działacz społeczny,
- Jan Zych (1931–1995) – poeta, tłumacz,
- Wojciech Biederman (1942–1964) – taternik
- Bogdan Kuliga (ur. 1960) – urodzony w Korczynie oficer Państwowej Straży Pożarnej w stopniu nadbrygadiera
- Robert Rozmus (ur. 1963) – urodzony w Korczynie, aktor, showman i konferansjer,
- Wojciech Smarzowski (ur. 1963) – urodzony w Korczynie, reżyser i scenarzysta,
- Tomasz Okoniewski (ur. 1976) – polski artysta fotograf,
- Ewelina Marcisz (ur. 1991) – biegaczka narciarska, medalistka młodzieżowych mistrzostw Polski, członkini kadry narodowej.
- Patryk Fryc (ur. 1993) – piłkarz,
- Łukasz Szczurek (ur. 1988) – biathlonista
- Izabela Marcisz (ur. 2000) – polska biegaczka narciarska, zawodniczka klubu SS Prządki Ski. Członkini kadry narodowej.
- Sławomir Pelczar – historyk, autor książki "Poczet właścicieli Korczyny"